# Evakuační zavazadlo

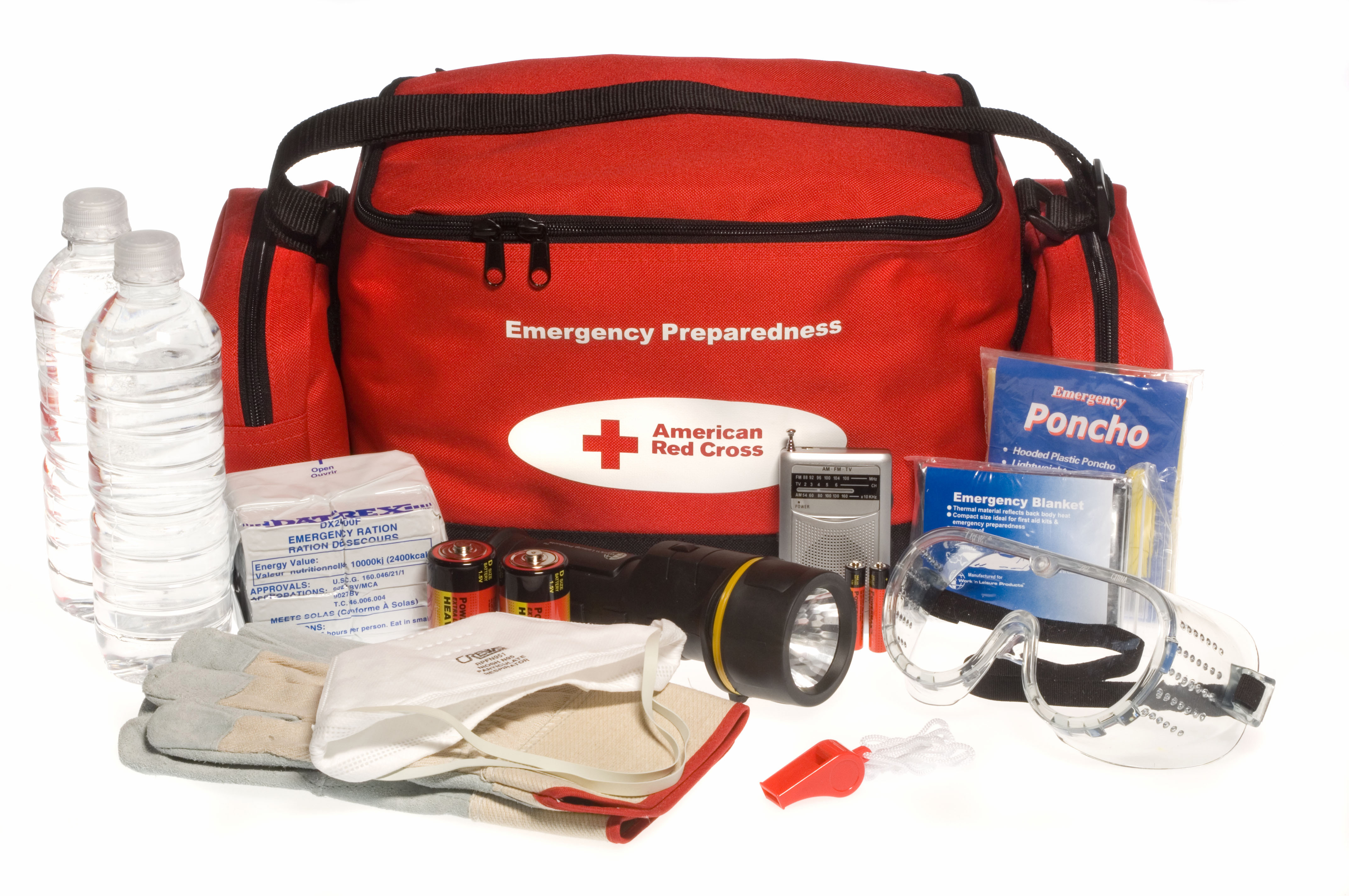
Příklad evakuačního zavazadla Amerického červeného kříže (2006)

Evakuační zavazadlo je zavazadlo určené k přenášení věcí osobní potřeby v případě vyhlášené nebo spontánní evakuace za účelem pobytu mimo oblast akutního nebo potenciálního ohrožení po dobu delší než jeden den. Evakuační zavazadlo může být připraveno až v případě nařízené evakuace, nebo může být předběžně připraveno a průběžně udržováno, např. v oblastech častých záplav.

## Doporučovaný obsah
Evakuační zavazadlo by mělo být připraveno pro každého člena rodiny nebo skupiny zvlášť. Jeho hmotnost by měla umožnit jeho přepravu hromadnými dopravními prostředky (neprovádí-li se evakuace vlastním vozidlem). Doporučována je hmotnost do 25 kg pro dospělého a do 10–15 kg pro dítě. Vhodným zavazadlem je kufr na kolečkách nebo batoh, méně vhodným taška nebo kufr bez koleček.
Nejčastějšími věcmi doporučovanými pro umístění do evakuačního zavazadla v kontextu střední Evropy jsou:
- trvanlivé potraviny (na 2–3 dny)
- pitná voda
- osobní doklady, pojistné a nájemní smlouvy
- peníze a cennosti
- hygienické potřeby
- běžně užívané léky
- svítilna
- nabíječka na mobilní telefon, powerbanka
- rádio na baterie
- náhradní prádlo, oblečení, boty a pláštěnka
- spací pytel, nebo přikrývka

## Úkrytové zavazadlo
Úkrytové zavazadlo je zavazadlo obsahem i formou podobné evakuačnímu zavazadlu, ovšem je určeno pro pobyt ve stálém tlakově odolném úkrytu, stálém tlakově neodolném úkrytu nebo improvizovaném úkrytu za vyhlášeného stavu ohrožení státu nebo válečného stavu nebo jejich ekvivalentu mimo Českou republiku. Protože je úkrytové zavazadlo určeno pro pobyt v kolektivních úkrytech, je jeho doporučovaná hmotnost nižší než u evakuačního zavazadla – do 15 kg pro dospělé a do 10 kg pro děti.

## Podobné pojmy
V komunitě prepperů a survivalistů existuje několik konceptů, které jsou svým určením podobné evakuačnímu zavazadlu. Bug-out bag je zavazadlo určené k přesunu z místa ohrožení do předem připraveného útočiště v případě nouze, tzv. bug-out location. Podobně tzv. Bug-out vehicle je vozidlo určené k témuž. Get Home Bag je zavazadlo s vybavením určené k návratu domů (např. z práce) v případě nastalých mimořádných událostí, kdy nefunguje veřejná ani individuální automobilová doprava. INCH Bag (z anglického I’m Never Coming Home – „Už se nikdy nevrátím domů“) je zavazadlo určené k trvalému opuštění domova na neurčitou dobu mimo předem připravené útočiště. Everyday carry je sada věcí, které člověk nosí denně u sebe a které jsou určeny k řešení každodenních potíží i mimořádných situací.